# Comitè de Resistència (Ucraïna)
El Comitè de resistència és un batalló d'Ucraïna integrat per militants anarquistes, antiautoritaris i antifeixistes. Aquest batalló forma part de les Unitats de Defensa Territorial, és a dir les milícies formades per civils auspiciades per l'Exèrcit ucraïnès per lluitar contra la Guerra d'Ucraïna del 2022. A diferència d'altres batallons que des del 2014 han expressat una ideologia d'extrema dreta i simbologia nazi, el batalló del Comitè de Resistència està integrat per membres que rebutgen tant el feixisme com el nazisme, fent que la influència dels batallons xenòfobs i racistes hagi anat veient perdre la influència i presència que havien aconseguit anteriorment. El batalló anarquista tindria certa inspiració en l'Exèrcit Negre de Nestor Majno, que creà comunes camperoles al sud-est d'Ucraïna, la costa del Mar Negre i la Península de Crimea, però també en la CNT espanyola durant la Guerra Civil en la qual Espanya va rebre milers de voluntaris que formaren part de les Brigades Internacionals.
El 26 de febrer de 2022 aparegueren les primeres informacions de l'existència d'aquest batalló, en un primer moment format per uns 20 a 50 membres. El batalló en un principi es coordinà per portar ajuda humanitària als territoris d'Ucraïna on es requerís, i amb el pas de la guerra s'anà orientant cap a la defensa territorial sobretot a les regions que envolten Kíiv. L'objectiu dels seus membres, però no seria defensar l'Estat ucraïnès sinó la població i societat ucraïneses enfront de la destrucció perpetrada per la invasió russa del règim de Vladímir Putin, portant un missatge social d'alliberament. No tenen una postura clara respecte a la situació de les províncies de Lugansk i Donetsk en aquells moments declarades Repúbliques Populars i que segons alguns membres del Comitè de Resistència serien territoris subordinats a Putin. Tampoc es mostren favorables a les expressions nacionalistes de certa part de la població ucraïnesa, però en respecten la seva independència no com a estat sinó com a societat.